# Oregon Route 233
Az Oregon Route 233 (OR-233) egy oregoni állami országút, amely kelet–nyugati irányban a 99W út Amitytől északra fekvő elágazásától Dayton mellett elhaladva Lafayette-től keletre visszatorkollik a 99W pályájába.

## Leírás
Az útpálya a 99W út Amity és Whiteson közötti szakaszából ágazik ki északkeleti irányban. Az ötödik kilométernél Eola Village-be ér, majd a 12. kilométernél található kereszteződésnél észak felé halad tovább; délre a 154-es út fut, amely később becsatlakozik a Hopewell felé haladó 153-as útpályába, keletre pedig Dayton közelíthető meg. A rövid, egy kilométernyi északi irányú szakaszt követően a pálya a 18-as úttal találkozik, itt kelet felé halad tovább. Újabb két kilométer múlva egy elágazás következik, ahol a 221-es jelzésű úton Dayton keleti része, távolabb pedig Salem érhető el. Az útvonal a végpontnál Lafayette-től keletre visszatorkollik a 99W útba.